# 向天廸
向天廸（1731年—？），和名伊江親方朝睦，又名伊江親方朝慶，琉球國第二尚氏王朝政治家、三司官。
向天廸是向氏伊江殿內第三代當主，他是向和聲（伊江親方朝敘）之孫。乾隆四十年（1775年），攝政尚和（讀谷山王子朝恆）以及三司官馬宣哲（宮平親方良廷）、向邦鼎（湧川親方朝喬）、馬國器（與那原親方良矩）聯名奏請編纂一部賞罰科律，獲得尚穆王的批准。向天廸與馬克義（幸地親方良篤）擔任編纂的奉行，以《大清律》為基礎，引入了一些琉球的內法，歷時十二年，於乾隆五十一年（1786年）編成《琉球科律》，經尚穆王批准後頒行全國。這是琉球歷史上第一部成文法。
乾隆四十六年（1781年），他以年頭使的身份出使薩摩藩，翌年回國。乾隆四十七年壬寅正月六日（1782年2月17日），就任三司官。乾隆五十二年丁未十一月二日（1787年12月10日），尚穆王賜給他紫地浮織冠。乾隆五十八年（1793年），由於各地杣山日漸枯萎，尚穆王擔憂對日後建造進貢船和王宮造成影響，故而派向天廸前往中頭、國頭各地巡視杣山，依法進行栽植培育。
嘉慶三年戊午三月十二日（1798年4月27日），尚溫王元服，由向天廸擔任烏帽子親。嘉慶五年庚申八月朔日，尚溫王賜給他青地五色浮織冠。嘉慶六年辛酉十一月二十日（1801年12月25日）致仕。嫡子向承訓（伊江親方朝安）繼承他的當主之位。
向天廸著有《伊江親方日日記》一書。這本書是瞭解當時琉球政治、社會狀況的重要史料。